# Contactlensspecialist

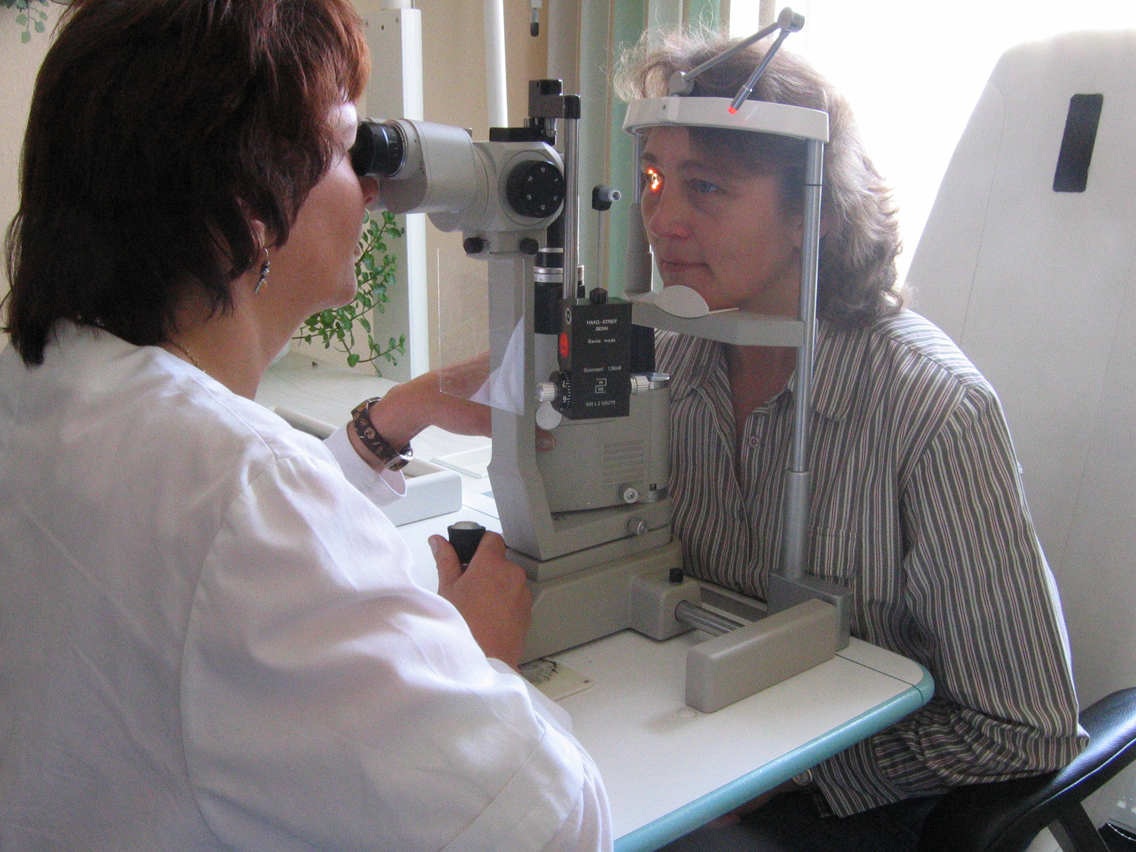
Een spleetlamponderzoek wordt uitgevoerd om de passing van de contactlens te beoordelen.

Een contactlensspecialist is een medewerker in een optiekzaak of specialistisch zorgcentrum die zich gespecialiseerd heeft in het aanmeten en controleren van contactlenzen. 
Waar een opticien wel de kennis heeft om de refractieve fout van de cliënt te meten, is deze niet voldoende gespecialiseerd in het beoordelen van de ooggezondheid en kromming van het hoornvlies om succesvol en veilig contactlenzen aan te meten. Ook het herkennen van eventuele complicaties bij het gebruik van contactlenzen is voorbehouden aan de specialist. 
De titel contactlensspecialist is niet beschermd, waardoor iedereen zichzelf die titel mag geven. Door brancheverenigingen is er wel een kwaliteitsregister opgezet waarin alleen contactlensspecialisten worden opgenomen die de opleiding hebben gevolgd en jaarlijks een minimale hoeveelheid nascholing volgen. 

## Opleiding
In tegenstelling tot de opleiding tot opticien is de opleiding tot contactlensspecialist geen officiele beroepsopleiding, maar een branche-specifieke opleiding. De onderwijsinstellingen die deze opleiding verzorgen ontvangen hier dan ook geen subsidie voor, de opleiding wordt volledig door de student (of zijn/haar werkgever) betaald.
Wanneer men de opleiding tot opticien of optometrist heeft afgerond en enkele jaren werkervaring opgedaan heeft, kan iemand zich aanmelden voor de opleiding. Een redelijke voorkennis is dus een vereiste om aan de opleiding te beginnen.  De opleiding tot contactlensspecialist duurt, zonder studievertraging, 2 jaar.

## Verdere specialisaties
Na de reguliere opleiding tot contactlensspecialist is het nog mogelijk om verder te specialiseren voor bepaalde type contactlenzen. Voorbeelden hiervan zijn medische contactlenzen, sclerale lenzen en orthokeratologie-lenzen.